# Bhagawatitol
Bhagawatitol (nep. भगवतीटोल) – gaun wikas samiti w zachodniej części Nepalu w strefie Bheri w dystrykcie Jajarkot. Według nepalskiego spisu powszechnego z 2001 roku liczył on 499 gospodarstw domowych i 2667 mieszkańców (1313 kobiet i 1354 mężczyzn).